# Bordères-sur-l'Échez
Bordères-sur-l'Échez är en kommun i departementet Hautes-Pyrénées i regionen Occitanien i sydvästra Frankrike. Kommunen ligger i kantonen Bordères-sur-l'Échez som tillhör arrondissementet Tarbes. År 2022 hade Bordères-sur-l'Échez 5 394 invånare.

## Befolkningsutveckling
Antalet invånare i kommunen Bordères-sur-l'Échez
| Referens: INSEE |